# Gates Scholarship
Die Gates Cambridge Scholarships wurden als Ehrenstipendien durch die Bill & Melinda Gates Foundation im Jahre 2000 mit einem Stiftungsvolumen von 210 Millionen US-Dollar eingerichtet. Herausragenden Studierenden aller Welt (exklusive dem Vereinigten Königreich) soll durch diese Stipendien ermöglicht werden, Postgraduate-Studien  an der Universität Cambridge durchführen zu können (für ein Jahr bis maximal drei bzw. vier Jahre). 
Ungefähr 100 neue Gates Scholars werden jedes Jahr ausgewählt (davon rund 40 % aus den USA).
Die Auswahlkriterien sind rigoros und umfassen exzellente akademisch-intellektuelle Leistungen, Führungspotential und Engagement durch Talent und Wissen, die Lebensbedingungen anderer zu verbessern. Das erklärte Ziel der Stiftung ist es, ein „Netzwerk zukünftiger Führungspersönlichkeiten“ zu schaffen, das die Welt umspannt und sich mit globalen Problemen befasst (wie etwa soziale Ungleichheit, Gesundheit, Technologie oder Lernen).
Wenngleich bedeutend jünger, sind die Gates Scholarships in der Zielsetzung dem renommierten Rhodes-Stipendium der Universität Oxford ähnlich.